# Richard Matt

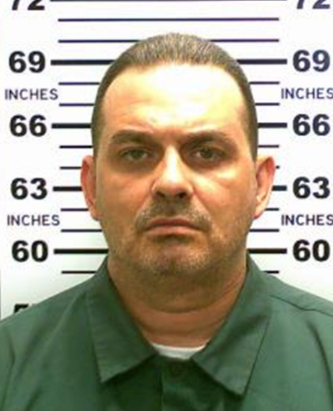
Richard Matt, 2007

Richard William Matt (* 25. Juni 1966 in New York City; † 26. Juni 2015 in Malone) war ein US-amerikanischer Schwerkrimineller, Mörder und Gefängnisausbrecher.

## Kriminelle Karriere
Richard Matt entkam im Juni 1986 aus dem Hochsicherheitsgefängnis Erie County Correction Facility, wo er eine Freiheitsstrafe von einem Jahr wegen Körperverletzung verbüßte. Nach viertägiger Flucht konnte er wieder verhaftet werden. Anschließend verbüßte er die Strafe in der Attica Correctional Facility. Im November 1989 vergewaltigte er eine Frau in Buffalo und verletzte im Oktober 1991 seine Exfreundin mit einem Messer.
In der Untersuchungshaft wurde er 1992 von einem kalifornischen Geschäftsmann für einen Auftragsmord an vier Menschen angeheuert, darunter seiner Ehefrau, der Enkelin eines der Gründer von Warner Bros. Entertainment. Matt informierte nach einer Anzahlung jedoch die Ermittler und handelte einen Deal aus, für den er 1993 nur zu zwei bis vier Jahren verurteilt wurde. Jedoch saß er wegen einer weiteren Verurteilung wegen versuchten Raubes bis Februar 1997 in der Elmira Correctional Facility.
Noch im Dezember 1997 entführte er seinen ehemaligen Arbeitgeber, für den er in einem Warenhaus in Tonawanda gearbeitet hatte. Diesen folterte, ermordete und zerstückelte er nach über 20 Stunden für eine Beute von nur etwa 80 $. Teile der Leiche warf er in den Niagara River.
Er flüchtete anschließend nach Mexiko, wo er 1998 bei einer Auseinandersetzung in einem Lokal der Grenzstadt Matamoros einen Touristen erstach. Er wurde von der mexikanischen Polizei verhaftet und saß neun Jahre im Gefängnis, wobei er bei einem Fluchtversuch angeschossen wurde. 2007 wurde er an die USA ausgeliefert und 2008 wegen der Morde zu 25 Jahren bis lebenslang verurteilt.
Am 6. Juni 2015 gelang ihm zusammen mit dem verurteilten Polizistenmörder David Sweat die Flucht aus dem Hochsicherheitsgefängnis Clinton Correctional Facility in Clinton County, wobei es sich um den ersten Ausbruch seit der Gründung des Gefängnisses im Jahre 1865 handelte. Nach rund dreiwöchiger Flucht wurde Richard Matt in der Gemeinde Malone von einem Taktischen Einsatzkommando erschossen.